# Riama stigmatoral
Riama stigmatoral är en ödleart som beskrevs av  Kizirian 1996. Riama stigmatoral ingår i släktet Riama och familjen Gymnophthalmidae. IUCN kategoriserar arten globalt som sårbar. Inga underarter finns listade i Catalogue of Life.